# ¿Qué hay de nuevo viejo? (álbum)
¿Qué hay de nuevo viejo? fue el segundo álbum publicado por la banda madrileña de rock Desperados.

## Lista de canciones
1. Esto no es América
2. Buscando calor
3. La llave maestra
4. Una ocasión
5. Dime que me quieres
6. Escupire sobre vuestras tumbas
7. Yo te llevare
8. Siesta salvaje
9. Mi calle
10. Vete
11. Donde aparque
12. Baile (solo parejas)

## Personal
- Fernando Martín (vocal)
- Guillermo Martín (guitarra eléctrica)
- Rafa Hernández (guitarra eléctrica)
- Amando Cifuentes (bajo eléctrico)
- Daniel Parra (batería)